# Matteo Spreafico
Matteo Spreafico, né le 15 février 1993 à Erba, est un coureur cycliste italien.

## Biographie
Matteo Spreafico devient coureur professionnel en 2017 au sein de l'équipe Androni Giocattoli, qui le recrute pour deux ans.
Au cours de la saison 2020, il rejoint l'équipe Vini Zabù-KTM (UCI ProTeam) avec laquelle il dispute son premier Tour d'Italie. Le 22 octobre 2020, il y est suspendu après un contrôle antidopage anormal effectué par l'UCI. Les taux anormaux relevés d'ostarine (agent anabolisant) lors des 12e et 13e étapes entraînent sa suspension provisoire. En mai 2021, il est suspendu trois ans, jusqu'au 21 octobre 2023.
En 2024, il fait son retour à la compéition en rejoignant l'équipe MG.K Vis Colors For Peace.

## Palmarès

### Par année
- 2018
  - Tour du Venezuela :
    - Classement général
    - 5e étape (contre-la-montre)

### Classements mondiaux
| Année           | 2014 | 2015 | 2016   | 2017   |
| --------------- | ---- | ---- | ------ | ------ |
| UCI Europe Tour | 685e |      | 1 438e | 1 660e |
| UCI Asia Tour   |      |      |        | 207e   |

### Résultats sur les grands tours

#### Tour d'Italie
1 participation
- 2020 : non-partant (19e étape)